# 초거대기업
초거대기업(영어: Megacorporation, Megacorp)은 알프레드 아이크너가 만들고 윌리엄 깁슨이 대중화시킨 개념이다. 영어의 명칭은 메가와 코퍼레이션을 합성하였다.

## 개념과 특성
초거대기업은 특히 사이버펑크 장르 미디어에서 널리 쓰이는 요소 중 하나인데, 해당 분야에서 "초거대기업"이라는 단어는 "신디케이트" (연합 조직), "하나의 회사가 하나의 국가 역할을 할 수 있을 정도로 거대한 자본을 가진 기업"을 뜻한다. 주로 매우 거대한 복합 기업 (특히 민간 부문)을 가리킨다. 가장 큰 특성으로는 국가 경제를 독점하고 있거나, 독점에 가까운 시장 통제권을 가진다. 국가의 주권을 통제하기도 한다.(여기서의 "독점"이란, 수직적 독점과 수평적 독점을 모두 포함한다.)
초거대기업은 너무나 강력하여 국가의 법망에서 벗어나 있으며, 민간군사기업을 보유하고 있기도 하다. 초거대기업 소유 민간군사기업은 전원이 중무장 된 군대처럼 자주 묘사된다. 혹은 기업경찰이 국토의 주권을 갖고 있으며, 다른 작품에서는 한 기업이 정부의 역할을 대신하기까지 한다.
초거대기업은 "기업 문화"라는 명목 아래 직원들에게 거대한 지배력을 행사하기도 한다.
SF 작품 내에서 한 기업이 초거대기업으로 인정받을 수 있는 기준은 막강한 권력이 자주 사용된다. 한 개인의 삶에서, 그 사람이 산부인과에서 태어날 때부터 죽어 장례식을 치르는 때까지 모든 것에 간섭할 수 있는 경우에도 초거대기업으로 취급된다.

## 미디어
필립 K. 딕이 쓴 "안드로이드는 전기 양의 꿈을 꾸는가?" (1968), 테아 폰 하르보우의 "메트로폴리스" (1927) 로버트 A. 하인라인의 은하시민 (en, 1957), 로버트 아스피린 (en)의 "냉현금전" (en, 1977), 앙드레 노턴(en)의 태양의 여왕 (en) 등에서 초거대기업의 개념이 사용되었다. 윌리엄 깁슨의 게임 트래블러에서 "초거대기업" (Megacorporation)이라는 단어가 확실하게 사용되었다.

## 현실의 사례
"초거대기업"이라는 용어는 공상 과학 소설에서 생겨난 용어이지만, 제국주의 시대의 특허 기업이나 현대의 재벌 등 실존하는 기업 중에서도 다양한 형태로 초거대기업의 지위를 획득하거나, 비슷한 지위를 가지게 되는 것이 있다.
- 네덜란드 동인도 회사는 40척의 군함을 운영하며 1만명의 사병을 보유한 채 멀리 떨어져 있는 향신료 무역 거점 국가들을 감시하고 있었다.
- 영국 동인도회사는 19세기 중반에 회사가 해산되어, 회사의 영토가 대영제국에 흡수되기까지 대규모의 식민지를 통제하고 30만명의 강력한 상비군을 유지했다.
- 대한민국에서는 인생의 모든 일을 삼성 그룹에게 맡길 수 있을 정도로 삼성 그룹이 차지하는 비중이 매우 크다. 삼성 그룹은 대한민국 경제의 15% 가량을 차지하고 있으며, 전자제품 점유율의 대부분을 차지하고, 한국 내에서 LG그룹 외의 마땅한 경쟁사가 없어 제품 독점이 가능하여 한국에서는 타국에 비해 매우 비싼 값에 자사의 전자제품이 팔리기도 한다. 한국인의 삶에서 삼성이 차지하는 비중이 100%가 될 수도 있다. 삼성 소유 병원에서 출생하여 유아 시기에 스마트스터디와 핑크퐁을 통해 교육 서비스를 받을 수 있으며, 삼성물산 소유 아파트 브랜드인 래미안 아파트에서 거주할 수 있고, 생활속에서 삼성 페이 등을 통해 삼성그룹이 서비스하는 모든 것으로 생활할 수 있으며 에버랜드, 호암미술관, 삼성어린이박물관 등의 문화시설도 삼성그룹이 소유한 시설이 다수 있으며 대학도 삼성이 소유한 성균관대학교에 진학 할 수 있다. 보험도 삼성생명보험과 삼성화재해상보험을 들 수 있고 사망 후 삼성서울병원의 장례식장에서 장례식을 치를 수 있다. 그 외, 삼성그룹은 삼성디지털시티, 삼성타운 등 삼성이 건설한 오피스 단지도 소유하고 있다.

오늘날 많은 나라에서 하나의 기업이 초거대기업의 특성을 가지는 것을 막기 위한 경쟁법이 실제로 마련되어 있다. 반대로 일부 국가에서는 일반적으로 국유기업 특성을 가진 단 하나의 회사에서만 사업을 할 수 있도록 의무화하고 있는 경우도 있다. 주로 해당국에서 가장 중요하다고 생각되는 산업에 이와 같은 법을 적용하는데, 가장 대표적으로 사우디아라비아의 사우디 아람코가 있다.

## 같이 보기
- 과두제
- 금권 정치
- 기업공화국 (en)
- 기업도시
- 기업왕정 (en)
- 기업전쟁 (en)
- 사악한 기업 (en)
- 시가 순 기업 목록 (en)
- 특허 기업
- 단어
  - 게이레쓰
  - 재벌